# Cordell Tinch
Cordell Tinch, né le 13 juillet 2000, est un athlète américain, spécialiste du 110 mètres haies.

## Biographie
Étudiant à l'Université du Kansas, il pratique le Football américain mais se tourne vers l'athlétisme en 2023.
Le 23 juin 2023, lors de l'Arkansas Grand Prix à Fayetteville, il descend pour la première fois de sa carrière sous les 13 secondes sur 110 m haies en établissant le temps de 12 s 96. Début juillet à l'occasion des championnats des États-Unis à Eugene il remporte sa série et sa demi-finale en respectivement 13 s 07 et 13 s 04, puis termine deuxième de la finale en 13 s 08, à 3/100e de seconde de son compatriote Daniel Roberts, obtenant sa qualification pour les championnats du monde.

## Records
| Épreuve          | Temps   | Lieu         | Date           |
| ---------------- | ------- | ------------ | -------------- |
| 60 mètres haies  | 7 s 43  | New York     | 8 février 2025 |
| 110 mètres haies | 12 s 96 | Fayetteville | 23 juin 2023   |